# Národní zemědělské muzeum Ostrava
Národní zemědělské muzeum Ostrava je v pořadí šestou pobočkou Národního zemědělského muzea. Nachází se v rekonstruovaných halách, které byly původně součástí měděné hutě vítkovické průmyslové oblasti. Přestože oblast, ve které se muzeum nachází, je obecně spjata zejména s těžebním průmyslem, Severní Morava a české Slezsko jsou významnými zemědělskými oblastmi s tradicí potravinářské výroby i produkcí zemědělské techniky. V muzeu se proto nachází expozice Depozitář potravin a Galerie českých potravin a také studijní depozitáře zemědělské techniky. V halách pravidelně probíhají dočasné výstavy, akce a lektorské programy. Severní hala každoročně hostí návštěvníky festivalu Colours of Ostrava.

## Historie
Dvě haly, postavené v roce 1926 v oblasti Dolních Vítkovic, byly součástí měděné hutě. Menší severní hala sloužila jako sklad sypkých materiálů, ve větší jižní hale bylo umístěno dvanáct betonových van pro loužení vypražených kyzových výpalků. Budovy byly sice poškozeny při bombardování Ostravy na sklonku 2. světové války, ale vzhledem k potřebě obnovit válečnou výrobu mědi byly rychle opraveny. V 60. letech 20. století byla loužírna transformována na veronikárnu, halu, ve které se opravovaly pojízdné mísiče feromanganu, neboli veroniky. Po ukončení výroby byly až do roku 1997 haly využívány pro technické zázemí údržby vysokých pecí, od té doby pak chátraly.

V roce 2017 obě haly v oblasti Dolních Vítkovic zakoupilo NZM. Ty pak byly díky projektu IROP Depozitárně-expoziční objekt NZM v Ostravě sanovány a rekonstruovány dle architektonického návrhu Ing. arch. Josefa Pleskota a Ing. Milana Šramla. Stavební práce byly zahájeny na jaře roku 2018. Součástí projektu byl také vznik vestavby do dvou stávajících jednopodlažních hal a ocelové nástavby. Muzeum bylo slavnostně otevřeno 17. září 2020. 

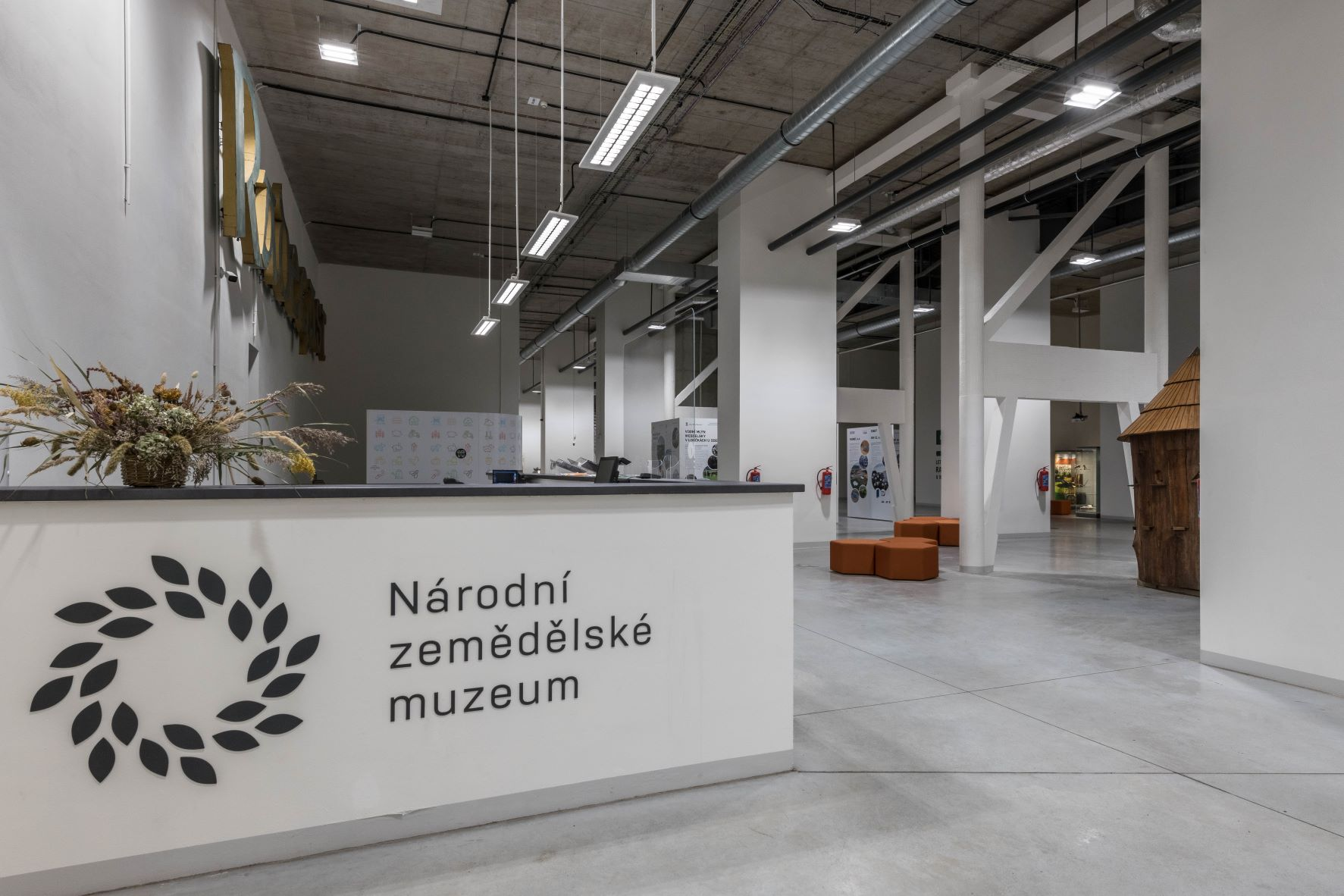
Vstup NZM Ostrava
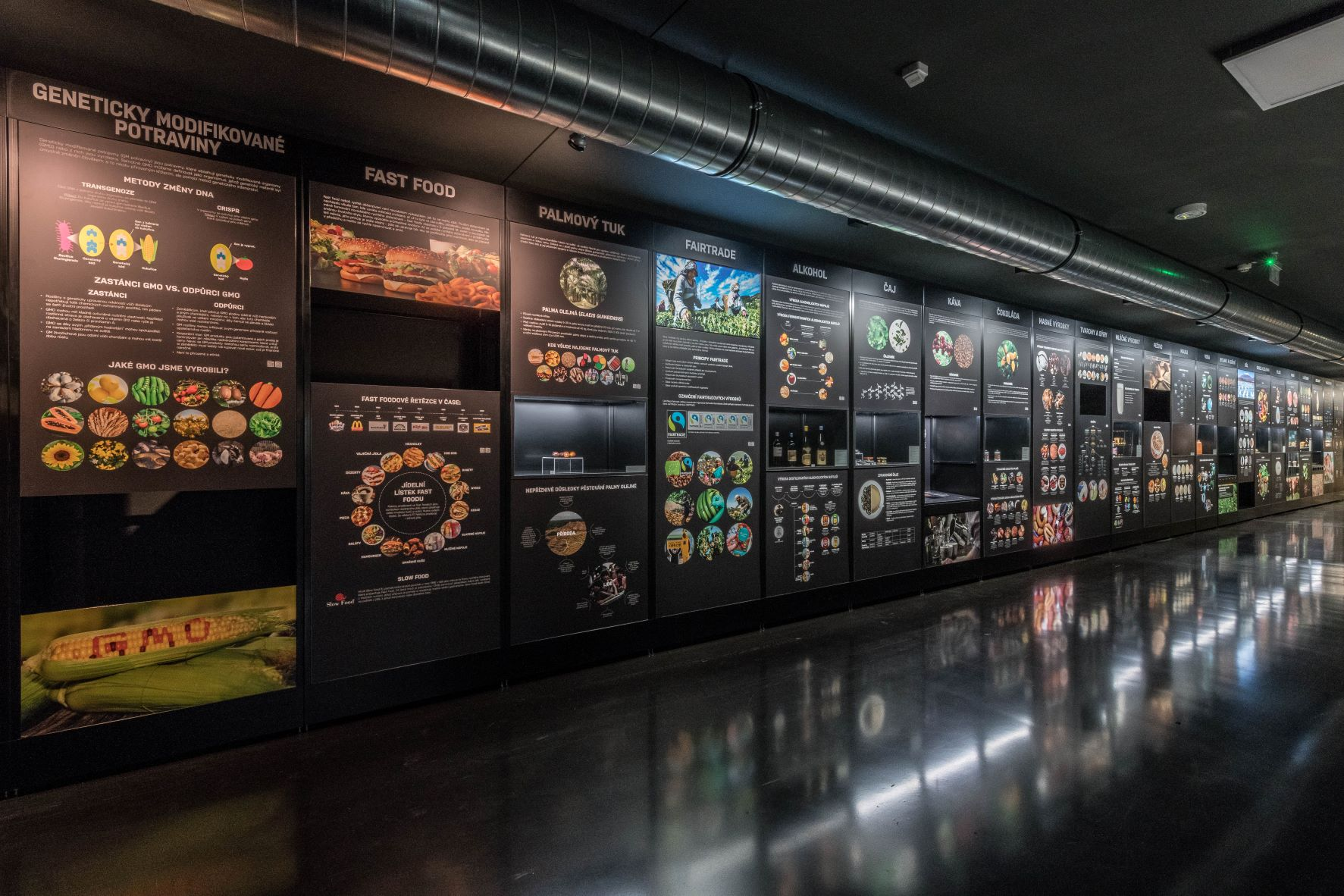
Expozice Depozitář potravin NZM Ostrava
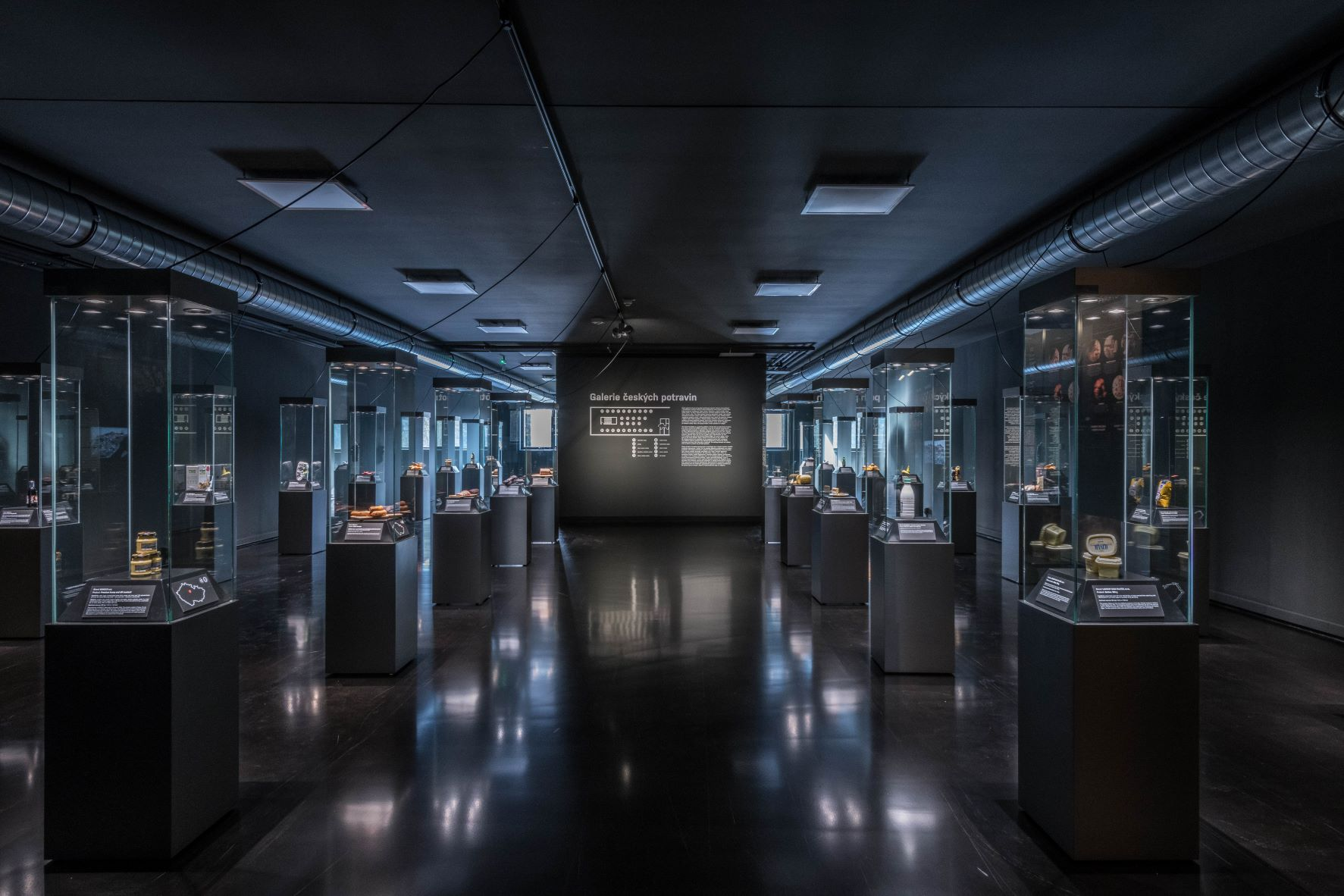
Expozice Galerie českých potravin NZM Ostrava
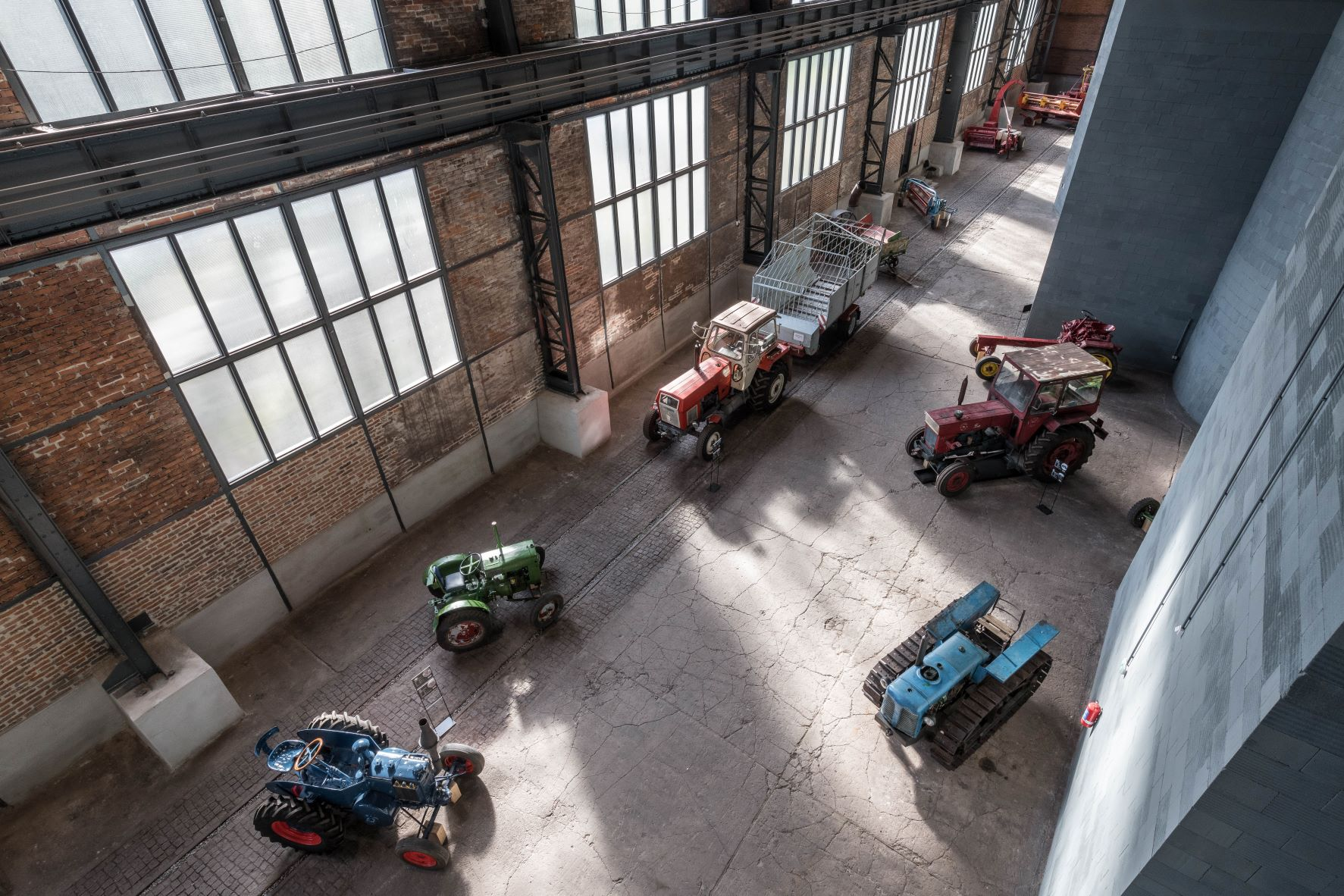
Zemědělská technika NZM Ostrava
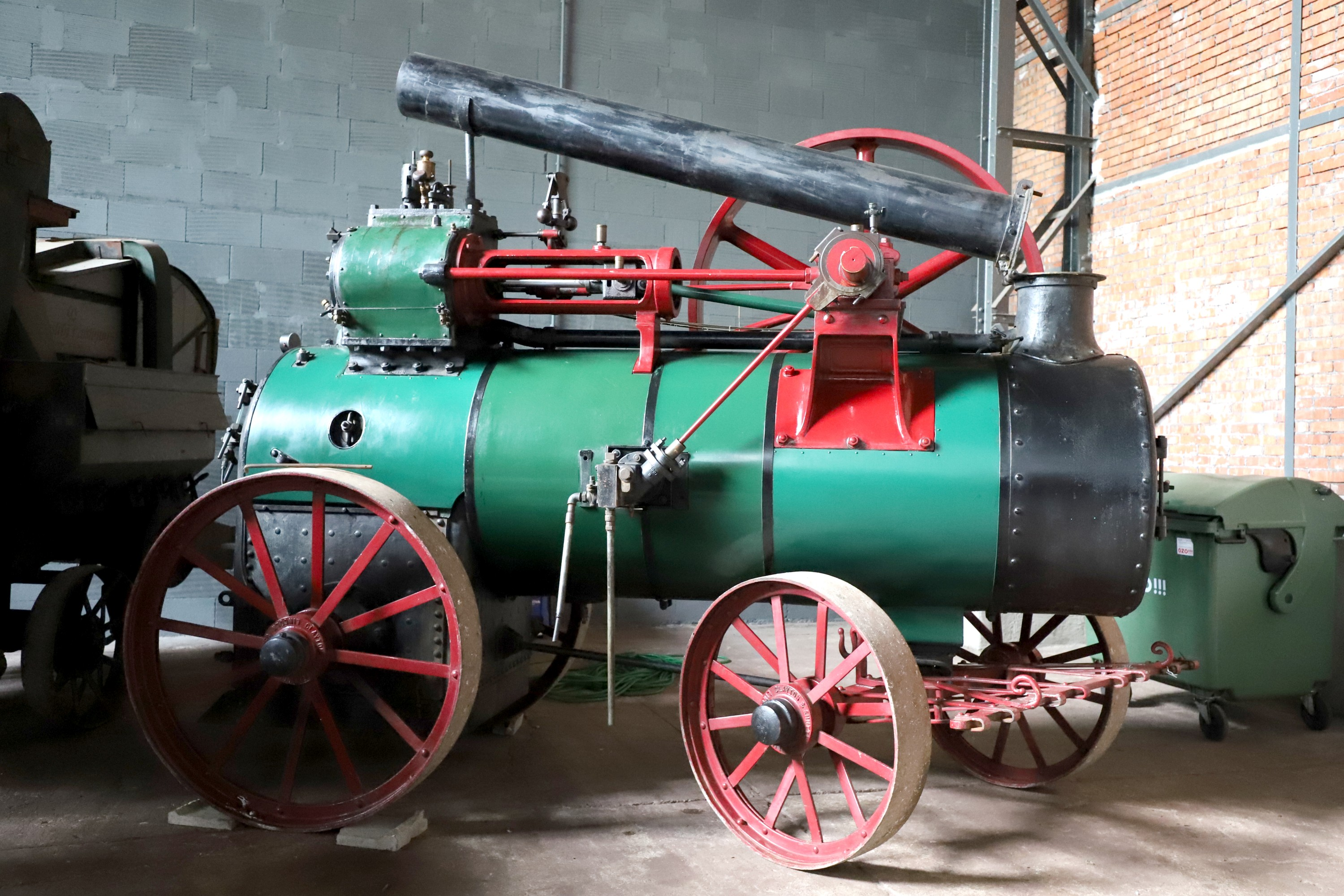
Lokomobila ze sbírek NZM Ostrava

## Expozice
- Zemědělská technika – v rozsáhlých prostorech obou hal se nachází reprezentativní vzorek zemědělské techniky ze sbírek NZM. V budově bývalé veronikárny jsou to traktory a stroje na zpracování píce, v bývalé skladové hale pak stroje na zpracování obilovin (mlátičky, lisy, fukary, kombajny aj.). Návštěvník zde nalezne například traktor Svoboda 15 nebo kombajn Fella Jupiter.[3]

- Galerie českých potravin – formou galerijní prezentace se mohou návštěvníci seznámit s vybranými českými produkty, které buď nesou některou ze značek kvality či chráněné zeměpisné označení původu (Klasa, Český výrobek, Regionální potravina aj.). Expozice je pravidelně obměňována, aby mohl být představen co nejširší výběr produktů.[3]

- Depozitář potravin – v nově vybudované hale muzea, tzv. nástavbě se nachází 30 metrů dlouhý regál s expozicí potravin, které se muzeum snaží návštěvníkům přiblížit z nejrůznějších úhlů pohledu. Velkou řadu exponátů lze vnímat všemi smysly.[3]

Muzeum průběžně rozšiřuje své sbírky o akvizice historické techniky z regionu, zejména pak o předměty vyrobené Vítkovickými železárnami, popřípadě o stroje spojené se severní Moravou a Slezskem.